# Internationale Gesellschaft für Geschichtsdidaktik
Die Internationale Gesellschaft für Geschichtsdidaktik (International Society for History Didactics) ist ein transnationaler wissenschaftlicher Fachverband. Er wurde 1980 auf Initiative von Piet F. M. Fontaine, Walter Fürnrohr und Adriano Gallia gegründet. Im Jahr 2004 hatte die Gesellschaft 275 Mitglieder aus 42 Ländern.

## Wirken
Neben der Partizipation direkter Mitglieder, die hauptsächlich aus dem Kreis der Hochschullehrer stammen, welche sich mit Geschichtsbewusstsein im Allgemeinen und der Vermittlung von Geschichte in Rahmen von Schule und Öffentlichkeit befassen, verfügt die Gesellschaft über eine Vielzahl korporativer Mitglieder, wie zum Beispiel Historiker- und Geschichtslehrerverbände und einige Universitäts- und Institutsbibliotheken.
Laut Satzung ist es die Absicht des Fachverbandes, die Forschung und die Kommunikation im Bereich der Geschichtsdidaktik durch den gegenseitigen Austausch von Bibliographien, Forschungsergebnissen, Ideen zum Fach, Lehrmaterial, Lehrplänen und anderen relevanten Informationen zu fördern. Zum Austausch sollen vor allem auch die Jahreskonferenzen beitragen, welche thematisch hauptsächlich darauf ausgerichtet sind, den jeweiligen nationalen Umgang mit Geschichte und die Ausprägungen auf das  Geschichtsbewusstsein in Politik, Medien und Gesellschaft kennenzulernen und zu analysieren. Darüber hinaus stehen Themen wie die Geschichtslehrerausbildung, die Curriculumentwicklung oder Schulmedien im Vordergrund, die im Rahmen der Diskussionen verglichen und bewertet werden. 
Bis zum Jahr 2000 veröffentlichte die Gesellschaft jährlich zwei Ausgaben der dreisprachigen „Mitteilungen“. Seit 2001 wird jährlich das „Yearbook/Jahrbuch/Annales“ veröffentlicht, welches zwischen 2001 und 2003 von Karl Filser, Raf de Keyser, Henri Moniot und Karl Pellens herausgegeben wurde. Seit 2004 wird das „Jahrbuch“ beim Wochenschau-Verlag verlegt und seit 2005 ist Susanne Popp die verantwortliche Redakteurin.

### Themenschwerpunkte
- 28.–30. September 2006 in Tallinn, Estland: Geschichtsbewusstsein – Geschichtskultur
- 19.–21. September 2007 in Thessaloniki, Griechenland: Geschichte in der öffentlichen Argumentation
- 08.–10. September 2008 in Tutzing: Empirische Forschung zum historischen Lernen
- 14.–16. September 2009 in Braunschweig: Schulbuchanalyse: Fragen zur Methodologie

## Der Vorstand
- Elisabeth Erdmann, Bubenreuth, Deutschland (1. Vorsitzende)
- Daniel Moser-Léchot, Bern, Schweiz (Schatzmeister)
- Susanne Popp, Augsburg, Deutschland
- Arja Virta, Turku, Finnland
- Harry Haue, Odense, Dänemark
- Terry Haydn, Norwich, England
- Sabrina Moisan, Montréal, Kanada

## Bisherige Vorsitzende
- Walter Fürnrohr (1980–1990)
- Karl Pellens (1991–2001)
- Elisabeth Erdmann (seit 2002)